# Back to Primitive
Back to Primitive (conosciuto anche come Back to the Primitive) è un cortometraggio muto del 1913 diretto da Wilbert Melville.

## Produzione
Il film fu prodotto da Siegmund Lubin per la Lubin Manufacturing Company.

## Distribuzione
Distribuito dalla General Film Company, il film - un cortometraggio in una bobina - uscì nelle sale cinematografiche statunitensi il 21 aprile 1913.